# 王德惠
王德惠（1944年7月—2015年6月1日），男，山东烟台人，中华人民共和国政治人物，曾任天津市人民政府副市长，天津市人大常委会副主任。